# Richmond (Tasmanie)
Pour les articles homonymes, voir Richmond.
Richmond est une ville de Tasmanie à environ 25 kilomètres au nord-est de Hobart, dans la région de Coal River, entre les autoroutes Midland Highway et Tasman Highway. Au recensement de 2006, Richmond avait une population de 880 habitants.